# Omophorion

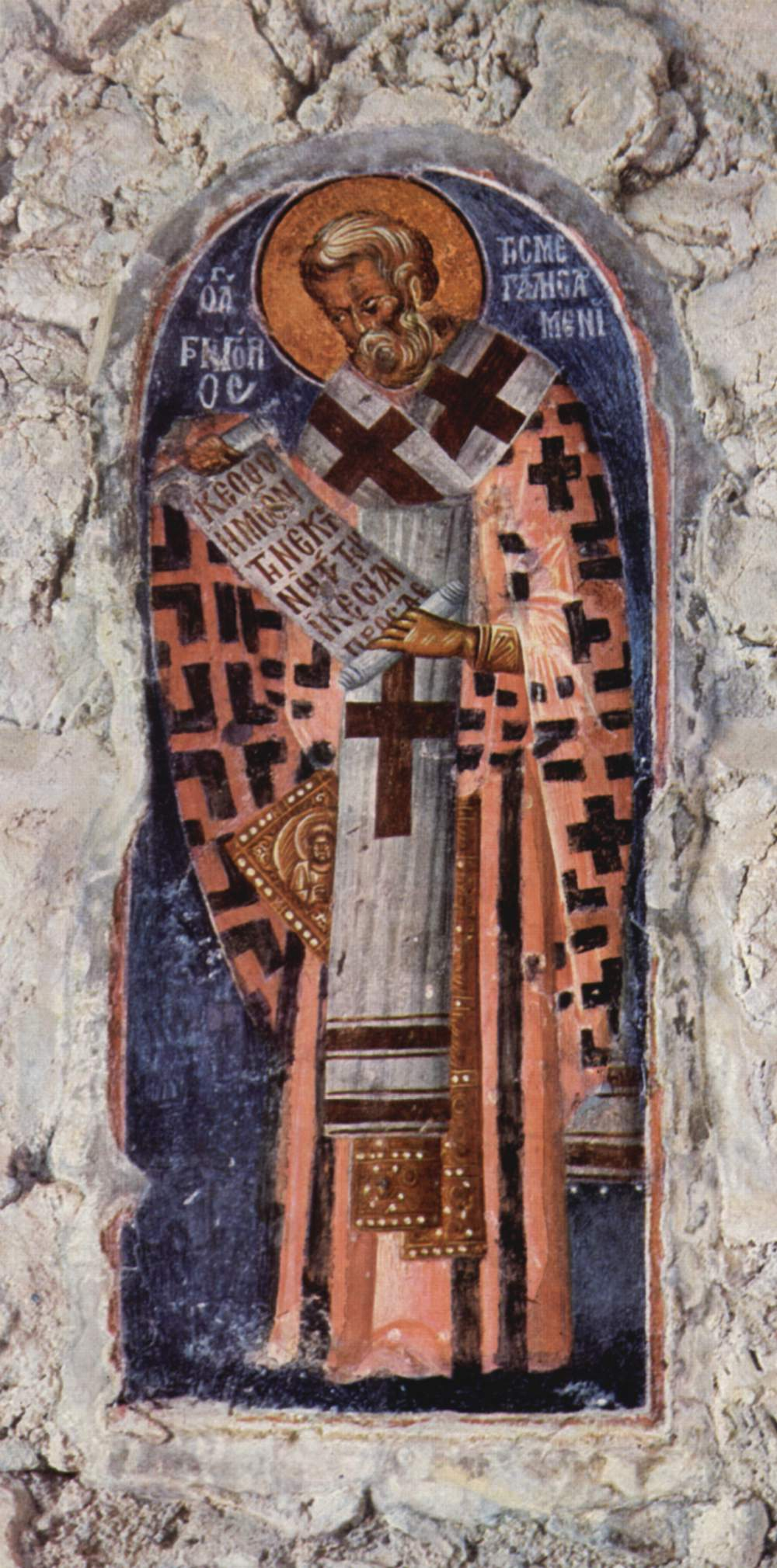
Fresque du XIVe siècle représentant saint Grégoire l'Illuminateur d'Arménie à Mistra.

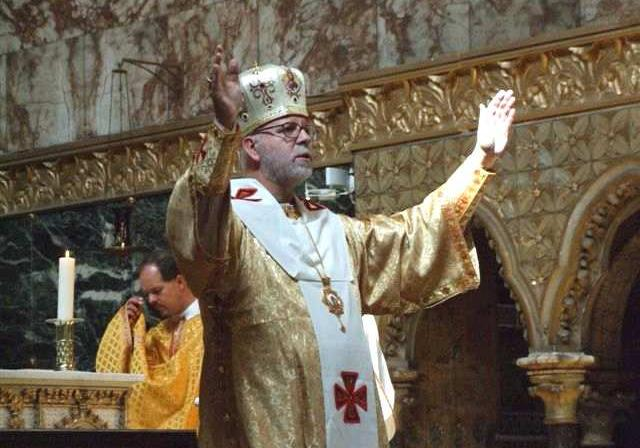
Évêque grec-catholique de l'exarchat apostolique de Grande-Bretagne des Ukrainiens portant un omophore à croix rouges.

Un omophorion ou omophore (grec ancien : ώμοφόριον), est une large et longue bande d'étoffe de soie, brodée et ornée de croix, que les patriarches et les métropolites portent autour du cou depuis les premiers siècles. C'est l'équivalent grec du pallium dans l'Église latine mais qui n'est porté que par le pape, et certains archevêques métropolitains, alors qu'il est aussi porté par les évêques dans les Églises orientales. Une extrémité tombe par-derrière sur l'épaule et l'autre par-devant jusqu'aux genoux.
Il se porte au-dessus du sakkos et symbolise la brebis que le Bon Pasteur a ramenée à lui, en la portant sur ses épaules et donc l'attention pastorale de l'évêque envers ses ouailles.
L'évêque revêt le grand omophore pour les offices liturgiques sauf pour la liturgie eucharistique où il porte le petit omophore, large bande d'étoffe de soie brodée avec des croix dont les deux bouts se ferment sur la poitrine en étant cousus, ou bien boutonnés.

## Byzance

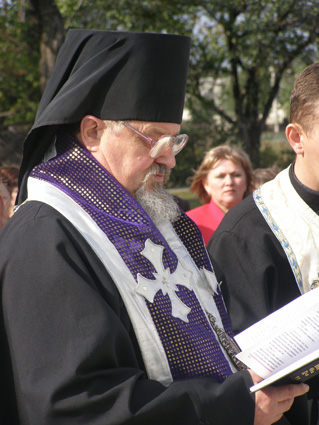
Évêque orthodoxe ukrainien en klobouk portant un omophore violet à croix blanches.

Le patriarche envoyait l'omophore au métropolite qu'il voulait ainsi distinguer en signe d'accord et de dépendance.
Matthieu Ier, patriarche de Constantinople, fait dresser l'inventaire en 1397 du trésor de Sainte-Sophie qui recense un omophore avec des perles et seize pierres précieuses, deux omophores anciens de fils d'or, un omophore violet avec des croix tissées de fils d'or, et un omophore ancien tissé de fils d'or envoyé de Russie.